# لولا (آرکانزاس)
لولا (آرکانزاس) (به انگلیسی: Leola, Arkansas) در ایالات متحده آمریکا با جمعیت ۵۰۱ نفر است که در آرکانزاس واقع شده‌است.

## موقعیت جغرافیایی
موقعیت جغرافیایی شهرها و مناطق اطراف به شرح زیر است: